# Ranunculus coloradensis
Ranunculus coloradensis är en ranunkelväxtart som först beskrevs av L. Benson, och fick sitt nu gällande namn av L. Benson. Ranunculus coloradensis ingår i släktet ranunkler, och familjen ranunkelväxter. Inga underarter finns listade i Catalogue of Life.